# عملية الدبويا
في 2 مايو 1980 قُتِل ستة يهود وجرح 20 في الساعة 7:30 مساء يوم الجمعة عندما عادوا إلى البيت من صلاة السبت. حيث تعرضوا للهجوم من الخلف بإطلاق النار والقنابل اليدوية من أسطح المنازل حول زقاق صغير.
كان هذا أكثر الهجمات فتكا في الضفة الغربية المحتلة منذ حرب 1967.

## السياق
اعتبر الهجوم الذي لم يسبق له مثيل في فترة ما بعد نكسة 1967 بمثابة تقليدا جديدا من هجمات «الضرب والهجوم»، من الهجمات التي تهدف إلى تحقيق خسائر جماعية من خلال استخدام التكتيكات العسكرية والتخطيط الدقيق.

## الهجوم
تم التخطيط للهجوم بعناية على النمط العسكري. درس المنفذون مسار وتوقيت عودة المصلين إلى المقر اليهودي في عيادة هاداسا الطبية السابقة مساء اليوم السابق للهجوم. وهاجموا من مستوى الشارع وعلى السطح بمجرد ظهور اليهود في الممشى الضيق. كان أحد المنفذين ويُدعى «عدنان جابر» على سطح مبنى مقابل لعيادة هاداسا الطبية حاملا كلاشنيكوف، وأطلق النار فور وصول المشاة اليهوديين. رد الحراس الإسرائيليون النار فورا. أعترف المنفذون بأنهم تلقوا دروسا مباشرة من خليل الوزير.

### الإجراءات القانونية

#### التحقيق
تم اكتشاف مخبأ واسع من المتفجرات والأسلحة وشملت البنادق المستخدمة في الهجوم.

#### الاعتقالات
في سبتمبر 1980 ألقي القبض على 4 أعضاء من حركة فتح واتهموا بتنفيذ الهجوم. كان أحد هؤلاء الأربعة قد درب في الاتحاد السوفيتي. تم القبض على اثنين أثناء محاولتهما عبور إسرائيل إلى الأردن.
كما تم احتجاز 6 فلسطينيين عرب آخرين بتهمة مساعدة المنفذين بتوفير السكن والنقل.

## المنفذين
كل المنفذين كانوا أعضاء في حركة فتح.

### أعضاء فرقة الكمين
- ياسر حسين محمد زيدات (30 عاما) قائد الفرقة. من الخليل. فر إلى الأردن بعد إطلاق النار في أبريل 1977 بعد إطلاق صاروخ كاتيوشا على كريات أربع في أبريل 1977 وهو من قام بتدريب المنفذين على التكتيكات في لبنان.
- عدنان جابر (32 عاما) الثاني في القيادة. خضع لمدة 6 أشهر من التدريب المكثف على الأسلحة الصغيرة والمتفجرات والتكتيكات العسكرية والإيديولوجية في شخودنيا بالاتحاد السوفييتي في عام 1974 في برنامج تدربت فيه جبهة فتح والجبهة الشعبية لتحرير فلسطين معا. كما درب في سوريا ولبنان.
- تيسير أبو سنينة (30 عاما). رئيس بلدية الخليل المختار في عام 2017.[5]
- محمد الشوبكي (32 عاما). مزارع. متهم في مقتل زوجين إسرائيليين عام 1979.

## المرافقة
- عمر حروب (30). المتهم بتزويده بالأسلحة والنقل في ليلة الكمين. خريج كيمياء من جامعة بيروت يعمل لحساب بنك الدم في القدس الشرقية.

## الأثر
قامت حكومة مناحم بيجن بتجديد عيادة هداسا الطبية والسماح لليهود بالعيش في مبنيي بيت هاسون وبيت شنيرس المجاورين لها.
تم تأسيس جماعة بيت حجاي الإسرائيلية في عام 1982 من قبل زملاء سابقين من الأولاد الذين قتلوا في هذا الهجوم. بالإضافة إلى كونه اسم النبي التوراتي حجي هو اختصار للأسماء المعطاة حنان كروثامر وجيرشون كلاين وياكوف زيمرمان الطلبة الثلاثة من يشيفا (كريات أربع) الذين قتلوا في الهجوم في 2 مايو 1980.